# Pisco del Perú
El pisco peruano es una denominación de origen que se reserva a la bebida alcohólica aguardiente de uva que se produce en el Perú desde finales del siglo XVI. Es cosiderado un patrimonio cultural nacional del Perú desde el 7 de abril de 1988. Es el destilado típico de este país, elaborado a partir del vino fermentado de ciertas variedades de uvas (Vitis vinifera), cuyo valor ha traspasado sus fronteras, como lo atestiguan los registros de embarques realizados a través del puerto de Pisco hacia Europa y otras zonas de América desde el siglo XVII, tales como el Reino Unido, España, Portugal, Guatemala, Panamá, y a Estados Unidos, desde mediados del siglo XIX.

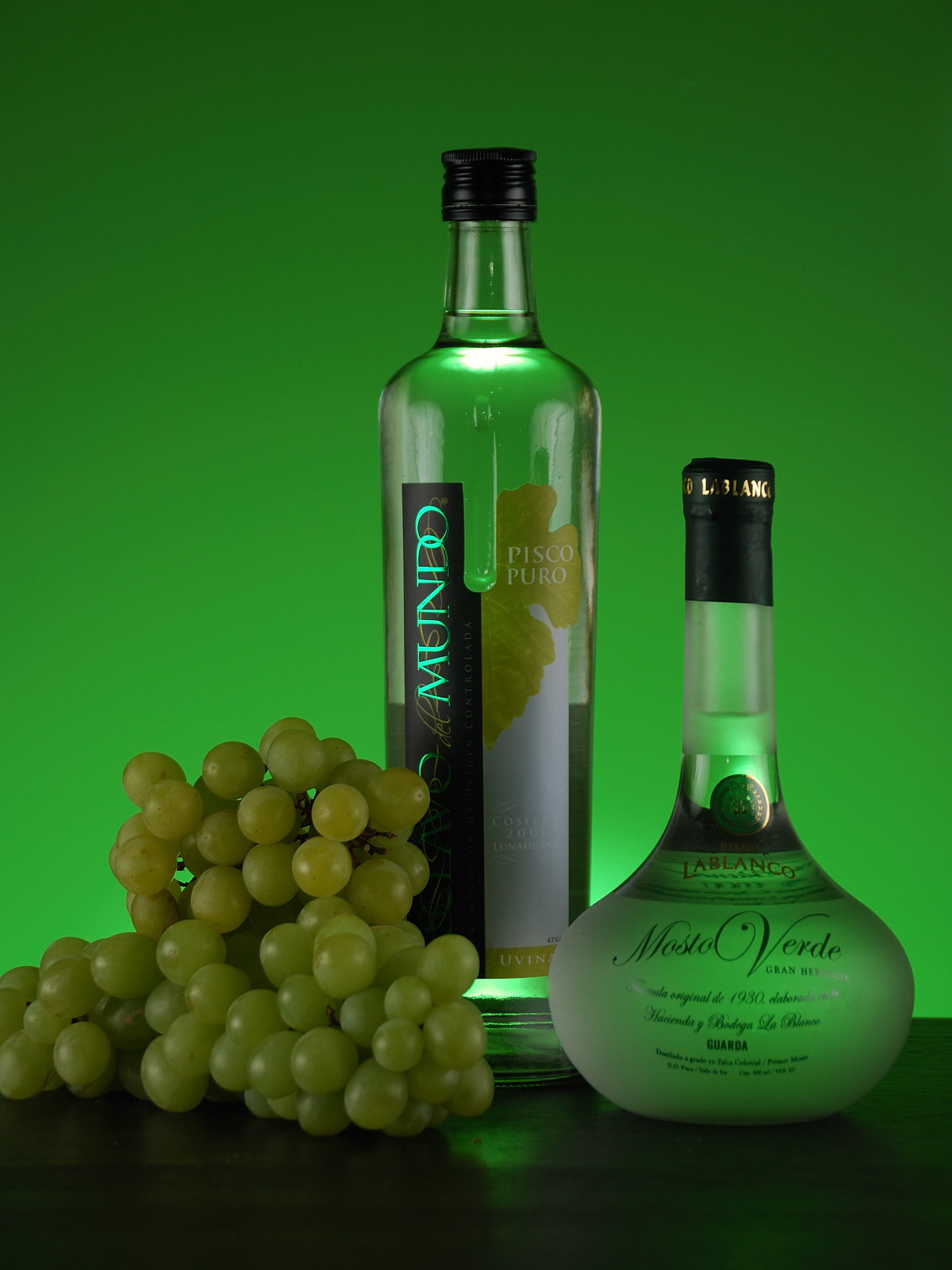
Pisco peruano

Es uno de los productos bandera peruanos y solo se produce en la costa (hasta los 2000 m s. n. m.) de los departamentos de Lima, Ica, Arequipa, Moquegua y Tacna. 
Sobre la denominación de origen «Pisco», existe una controversia entre Chile y Perú. De acuerdo con el cronista Justo Abel Rosales, el uso del nombre Pisco en Chile recién se empieza a usar alrededor de 1896 narrando en un libro que «No servía aguardiente, ni puro ni mezclado; servía pisco. La novedad del nombre, importado recién del Perú». Lo mismo expone José Toribio Medina en su publicación «Chilenismos, apuntes lexicográficos» de 1928.Lo anterior no contrasta con la realidad histórica, en la cual, se descarta que la producción de pisco en Chile date desde el siglo XVI, durante el periodo de dominación española, consolidándose las bases para su surgimiento en el Reino de Chile hacia el siglo XVII.

## Antecedentes

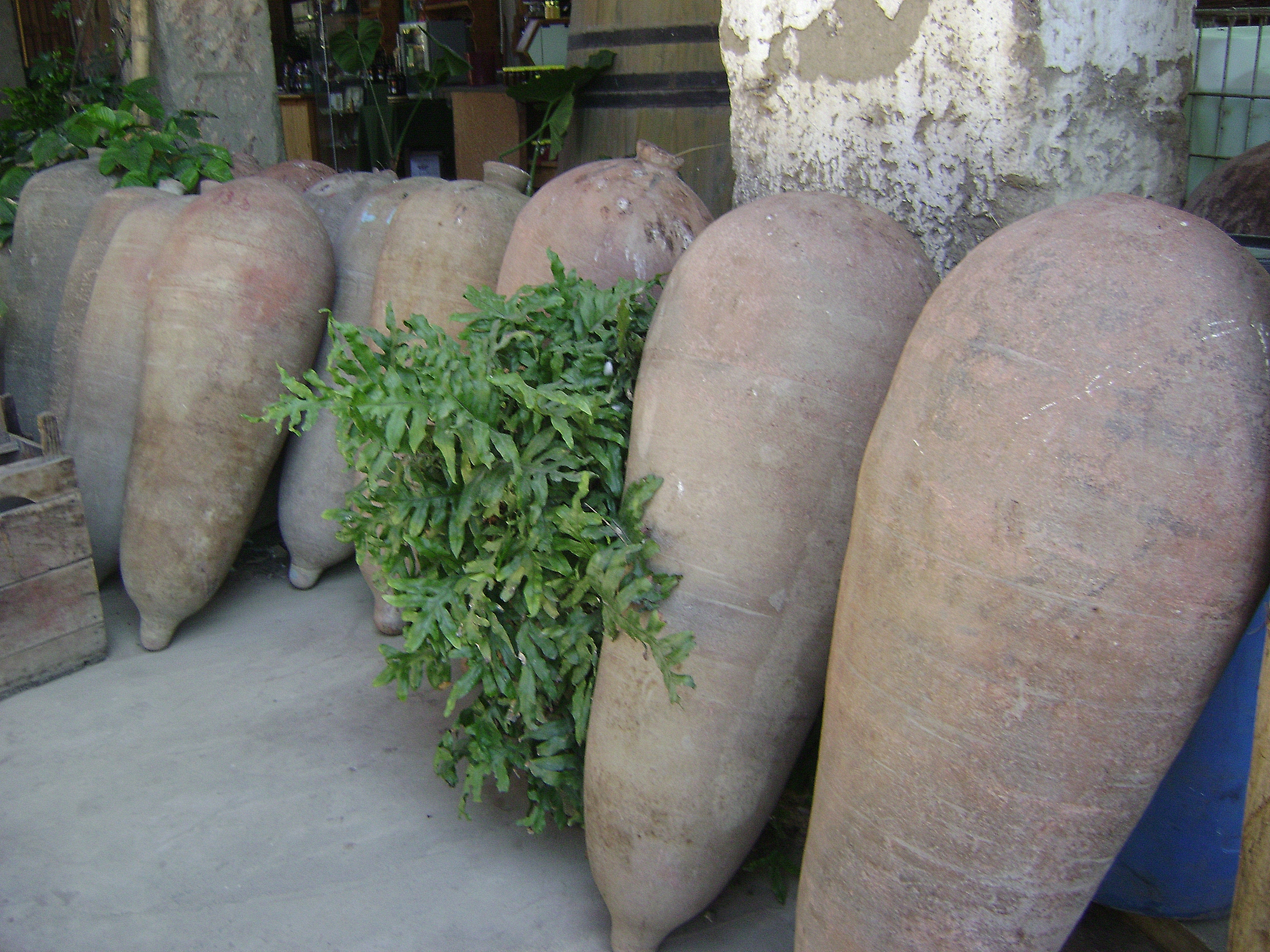
Piscos en el valle de Lunahuaná (Cañete).

En el idioma quechua sureño, hablado en gran parte del Perú a la llegada de los españoles, el vocablo pisqu (pronúnciase [pis.qu], también encontrado en las crónicas como pisku, phishgo, pichiu) designa a las aves pequeñas. Forma parte del nombre de la toponimia de varias regiones del país, tanto vía el quechua sureño como a través de otras variedades del quechua, donde suele encontrarse de la forma pishqu y similares.
El litoral peruano se ha caracterizado por albergar enormes poblaciones de aves que se alimentan de la abundante cantidad de peces, especialmente en el llamado «Sur Chico». En este rango se encuentran los valles correspondientes a los ríos Pisco, Ica y Grande. En el valle de Pisco habitó un grupo humano hace más de dos mil años, destacado por su cerámica y que, en la época del Imperio inca, se caracterizó por sus notables productos alfareros, denominados piskos. Desde aquella época, uno de estos productos de alfarería eran los recipientes o ánforas, que servían para almacenar bebidas de toda naturaleza, incluyendo aquellas alcohólicas. A estos recipientes se les llamó piskos. De esa forma, el primer aguardiente de uva que se produjo en el Perú se almacenó en piskos y, con el pasar del tiempo, este líquido alcohólico adquirió el nombre de su envase. Además, la Real Academia Española en su obra Diccionario de la lengua española, reconoce el origen del término «pisco» de Pisco, ciudad en el departamento de Ica en Perú.[cita requerida]

## Historia

### SiglosXVIyXVII

#### Las primeras plantaciones de vid en el Perú
Con la fundación de Lima en el año 1535, como Ciudad de los Reyes, se pusieron las primeras piedras para la edificación de iglesias en el Perú y con ello nació la necesidad de surtir de vino para la celebración de los actos litúrgicos. A fin de lograr este objetivo, se iniciaron las primeras plantaciones de vid en estas tierras, en las zonas más fértiles.
La primera vid llegó al Perú a fines de la primera mitad del siglo XVI, proveniente de las islas Canarias. El marqués Francisco de Caravantes se encargó de importar los primeros sarmientos de uva recibidos de dichas islas. Cien años antes (1453), Chuquimanco, cacique de las tierras al sur de Lima, contemplaba al atardecer bandadas de avecillas que surcaban el horizonte marino, en busca de islas para el reposo;[cita requerida] eran millares de pájaros que Chuquimanco conocía en su idioma como pishqus.[cita requerida] Ellos inspiraron a su pueblo alfarero y le dieron su nombre. Así lo narra en 1550 Pedro Cieza de León en La crónica general del Perú: «pisco es nombre de pájaros».
Durante los siglos XVI y XVII el Virreinato del Perú se convirtió en el principal productor vitivinícola en América del Sur, siendo su epicentro el valle de Ica, en el que Jerónimo Luis de Cabrera fundó, en 1563, la «Villa de Valverde del Valle de Ica» (actual Ica). En 1572, se fundó el pueblo de «Santa María Magdalena del Valle de Pisco». No obstante, lo anterior, cronistas de la época darían cuenta que «fue en la hacienda Marcahuasi, en el Cuzco, donde se produjo la primera vinificación en Sudamérica».

#### El nacimiento del pisco
En un inicio, la producción de uva se destinó únicamente a la elaboración de vino, pero poco a poco se abrió paso también el aguardiente. Según el historiador peruano Lorenzo Huertas, la producción del aguardiente de uva en el Perú se habría iniciado a mediados del siglo XVI; además, agrega que los estudios del estadounidense Brown Kendall y del alemán Jakob Schlüpman dan cuenta que «la expansión del mercado del vino y el aguardiente se produjo en el último tercio del siglo XVI».
En el Archivo General de Indias se encuentra una petición efectuada por Jerónimo de Loaysa y otros, para «poblar en el valle de Pisco bajo ciertas condiciones», la que fue aprobada por la Corona española el 10 de febrero de 1575. En el mismo archivo, se encuentra copia de una real provisión de 26 de noviembre de 1595, por la que se dio a Agustín Mesía de Mora, el título de «escribano público, de minas y registros y despachos de navíos del puerto de Pisco, en Perú».
El investigador peruano Emilio Romero señala que en 1580 sir Francis Drake incursionó en el puerto de Pisco y pidió un rescate por los prisioneros que tomó; los aldeanos para completar el rescate le pagaron con 300 botijas de aguardiente de la zona. Posteriormente, en 1586, se prohibió la venta en Panamá de «vino cocido» proveniente del Perú, ordenándose «Que en la ciudad de Panamá [...] ningún tabernero [...] pueda vender ni venda en público o secreto ningún vino cocido [...] Todo lo que se vendiere en las tabernas y pulperías de estos reynos [sea] sin mezcla de cocido»; luego se prohibiría la exportación de cualquier clase vino a Panamá, por una disposición de 17 de diciembre de 1614, que prescribía «Que ninguna persona [...] pueda llevar a la ciudad de Panamá vino del Perú de ningún género».
En 1613 se registró en Ica un testamento que deja constancia documental de la elaboración de aguardiente de uva en dicha zona. Dicho testamento fue extendido por un residente llamado Pedro Manuel «el Griego», natural de Corfú , Grecia datado ese año y que se encuentra custodiado en el Archivo General de la Nación, en Lima, dentro de los protocolos notariales de Ica. En aquel instrumento, dicho residente señala poseer «treinta tinajas de vurney llenas de aguardiente, más un barril lleno de aguardiente que terna treinta botixuelas de la dicha aguardiente», más los implementos tecnológicos para producir esta bebida destilada, «[...] una caldera grande de cobre de sacar aguardiente, con su tapa de cañón. Dos pultayas la una con que pasa el caño y la otra sana que es más pequeña que la primera». De todos modos, sería posible concluir la producción de aguardiente un tiempo atrás; al respecto, Lorenzo Huertas señala que debe tenerse en cuenta «Que, si bien en 1613 se firmó el testamento, esos instrumentos de producción existieron mucho antes».
A partir de 1617 se incrementó la producción de aguardiente de uva a gran escala vendido por los jesuitas en Lima, Arequipa, Cuzco, Ayacucho y Potosí en el Alto Perú. Lorenzo Huerta indica que los estudios de Brown Kendall y de Jakob Schlüpman demostrarían que la expansión del mercado del vino y el aguardiente «logró límites inusitados en el siglo XVII».

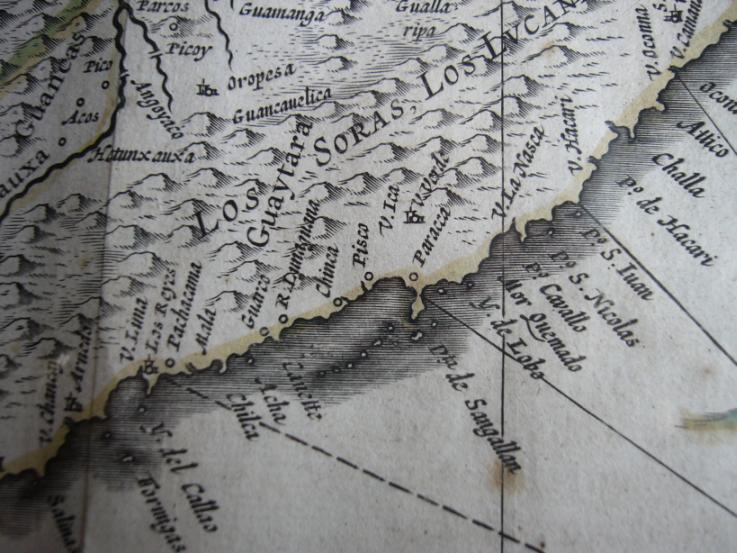
Detalle del mapa «Perv. Mar del Zvr» de Guiljelmus Blaeuw, de 1635, donde figura el puerto de Pisco.

La primera identificación del aguardiente con el lugar —«aguardiente de Pisco»—, habría sido realizada en 1749 por el español peninsular Francisco López de Caravantes, al exponer en su «relación» que se conserva manuscrita y que está datada en 1749, que «el valle de Pisco, sigue siendo el más abundante de excelentes vinos de todo el Perú. Desde allí uno que compite con nuestro Jerez, el llamado “aguardiente Pisco”, por extraerse de la uva pequeña, es uno de los licores más exquisitos que se bebe en el mundo».
En un documental exhibido por History Channel, el antropólogo peruano Jorge Flores Ochoa explica que este aguardiente de uva comenzó a elaborarse en el poblado de Pisco y era distribuido a lo largo de la costa peruana, llegando incluso a las costas chilenas.

#### Expansión
El incremento de la producción local de aguardiente y de vino permitió su exportación a variados lugares del Imperio español, el cual se efectuaba principalmente por el puerto de Pisco. El comercio creció a mitad del siglo XVII y los embarques iban con destino a diversos puertos del Pacífico.
A pesar de las prohibiciones que la Corona quiso imponer a la producción y el comercio de vinos en el Perú, se desarrolló una intensa actividad vitivinícola, principalmente en el corregimiento de Ica, que generó un importante movimiento marítimo en la costa del océano Pacífico a lo largo de esta época.
Muestra de lo primero son las disposiciones del rey Felipe III y Felipe IV, emitidas el 18 de mayo de 1615 y el 19 de junio de 1626, respectivamente, y recogidas en la ley 18, del Título XVIII, del Libro IV de la Recopilación de las Leyes de Indias, en virtud de las cuales se prohibió la venta del vino peruano en Guatemala («Que en la Provincia de Guatemala no se trajine, ni contrate vino del Perú»). En ésta se señala que la ciudad de Santiago de Guatemala representó «que algunas personas conducen al puerto de Acaxultla de aquella provincia muchos vinos del Perú, que por ser fuertes, nuevos y por cocer, causan a los indios generalmente muy grande daño», por lo que haría referencia al aguardiente de uva peruano, que es de mayor grado alcohólico que el vino y requiere destilación («nuevo, fuerte y por cocer»).
En cuanto a tales disposiciones dictadas por la Corona española, Lorenzo Huertas indica que «Se dice que el afamado provincial jesuita Diego Torres Bollo logró que el rey derogase tal prohibición». A su vez, el historiador Jakob Schlüpman, con base en el estudio de las declaraciones del comercio marítimo colonial de la región, indica que a pesar de las restricciones al comercio del «vino del Perú», se seguía realizando en el corregimiento de Ica.
Durante el gobierno del virrey del Perú Pedro de Toledo y Leiva, I marqués de Mancera, en 1640, Pisco fue fundada como «villa», bajo el nombre de «Villa de San Clemente de Mancera», aunque popularmente fue siempre conocida como «Villa de Pisco». Posteriormente, en 1653, el cronista Bernabé Cobo, en la «Historia del Nuevo Mundo», describiría que «Los indios de la sierra y de la costa aprecian mucho la chicha, pero aún más el aguardiente que se destila en el valle de Pisco, del que toma su nombre. Lo almacenan en tinajas de asperón llamadas “botijas”».
Desde 1670, los valles de Ica y Pisco exportaban principalmente aguardiente de uva en «botijas de Pisco» y desde el inicio del siglo XVIII tal exportación era mayor que la del propio vino. La razón de esta conversión fue la destilación de los residuos y los vinos convertidos en vinagre, lo cual se puede apreciar en un documento del Archivo General de la Nación del Perú, donde indica que «de las 153 botijas de vino de pie conchos y desechos salieron 15 peruleras de aguardiente. Y ten de las 137 botijas de vino de la hacienda de la Bentilla de Alarcón que se entresacaron por reconocer se iba volviendo vinagre salieron 19 peruleras de aguardiente [...] Por el flete de 137 botijas de vino, que se trajeron de dicha hacienda de la bentilla de las apartadas a pocotalla para sacar aguardientes a medio real».
En 1684, fue creada la aduana principal de Pisco, a fin de controlar el intercambio comercial de la zona, mientras que las tenencias de aduana de Ica, Palpa y Cerro azul, lo fueron en 1692 y 1693.
En Pisco había cinco iglesias, de la Compañía y San Juan de Dios. Fue muy poblada hasta 1685, en que la saqueó un pirata inglés, quedando también muy maltratada en el año 1687… abundan las viñas, a pesar de lo arenoso e infecundo del terreno crecen las cepas en muchos parajes con la sola humedad interior de la tierra… provee a Lima de sus vinos y aguardientes y conduce algunos a Panamá, Guayaquil y varias provincias de la sierra.
El terremoto de 1687, y el maremoto que se produjo a continuación, destruyó Pisco, Ica y a varios otros pueblos de la costa central del Perú, lo que provocó que la industria vitivinícola sufriera en su conjunto un fuerte colapso.
Como consecuencia de lo anterior, la villa de Pisco debió ser refundada en 1689, bajo el nombre de «Villa de Nuestra Señora de la Concordia de Pisco», en las inmediaciones de su primigenio emplazamiento.

### SigloXVIII
La historiadora peruana Alicia Polvarini señala que «la producción del mejor aguardiente de uva, conocido como “aguardiente de Pisco” o sencillamente “pisco”, se conservó desde el siglo XVII su refinada elaboración, conquistó los paladares europeos hacia fines del XVIII y el siglo XIX», basándose en los embarques de las guías de aduana de mar y de tierra y en el mayor precio a que se vendían las botijas de dicho valle.
Basado en el estudio antes referido, el investigador argentino Pablo Lacoste indica que las primeras referencias del uso del nombre «Pisco» para denominar el aguardiente peruano, se encuentran en las guías de aduana, en las que se indica desde 1764, en orden cronológico, «tantas peruleras de aguardiente de la región de Pisco», «tantas peruleras de aguardiente de Pisco», para posteriormente eliminarse la palabra «aguardiente» y pasándose a anotar directamente «tantas peruleras de Pisco», lo que constituye muestra del origen del uso de la denominación «Pisco» para el aguardiente del Perú basado en la ubicación geográfica.
Pablo Lacoste precisa que, si bien a principios del siglo XVIII la producción de la zona se componía principalmente de vino, con menor proporción de aguardiente, la tendencia se fue revirtiendo y hacia 1767 la producción de aguardiente, que provenía en buena medida de la región de Pisco, representaba el 90 por ciento de la producción vitivinícola total.
Lorenzo Huerta añade que, en los estudios de Brown Kendall y de Jakob Schlüpman, se da cuenta de que la producción del vino y el aguardiente en el Perú comenzó a declinar paulatinamente en el siglo XVIII.
Por otra parte, de acuerdo con Jakob Schlüpman, recién a mediados del siglo XVIII se empieza a recibir, desde Valparaíso, vinos producidos en Concepción y a finales siglo XIX aguardiente desde el mismo puerto.

### SigloXIX

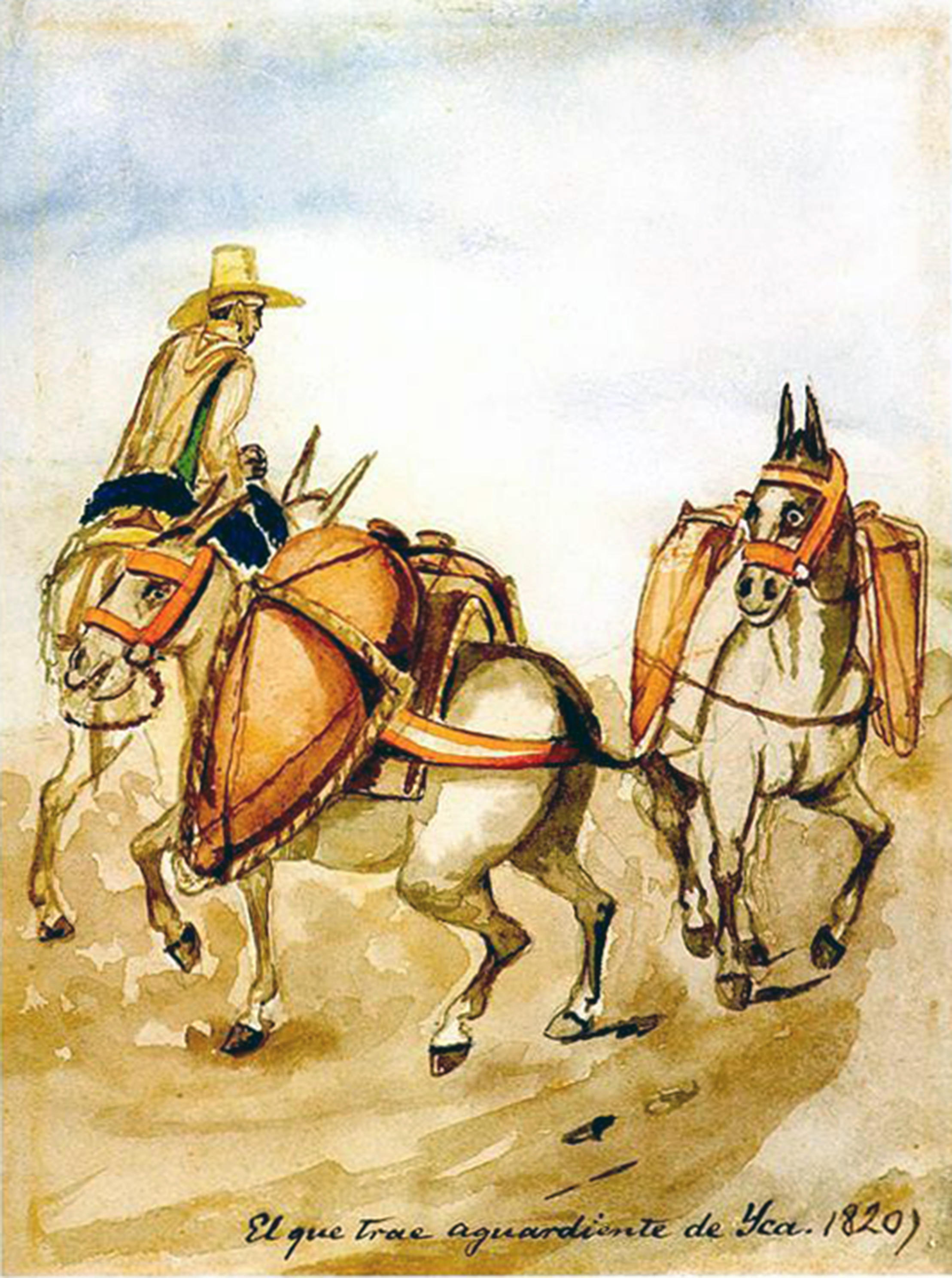
«El que trae aguardiente de Ica». (1820). Acuarela de Pancho Fierro.

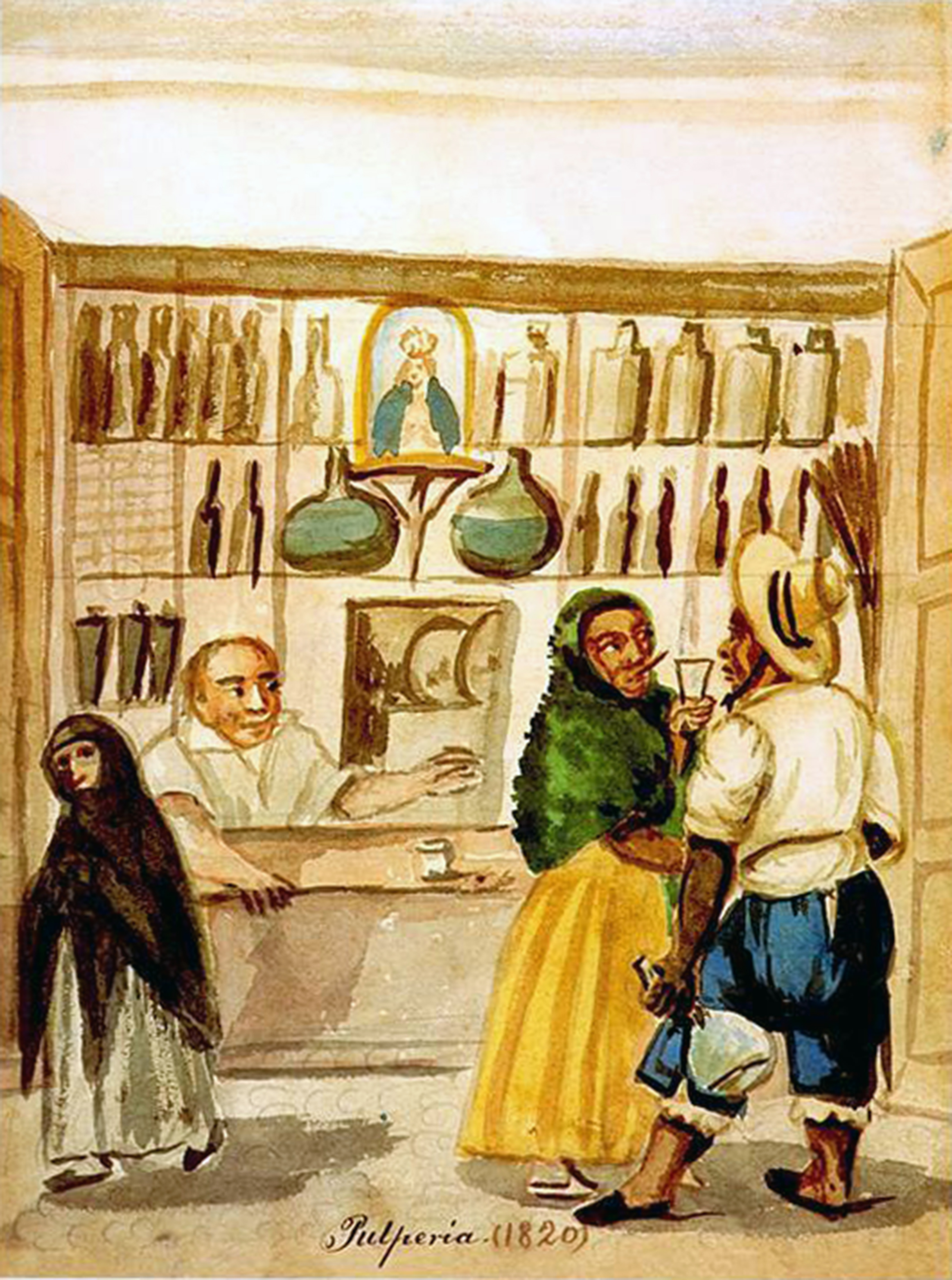
«Pulpería» (1820). Acuarela de Pancho Fierro.

El inglés Hugh Salvin relata en 1824 que «La ciudad de Pisco, casi a una milla de la playa [...] Este distrito es conocido por la fabricación de un licor fuerte que lleva el nombre de la ciudad [...]». Mientras, el inglés Charles Milner Ricketts indica en 1826 que «[Para] proteger a los terratenientes de Pisco en la destilación de su aguardiente [...] se prefiere el aguardiente de Pisco [...] considerar también los productos que el Perú exporta a Chile y Guayaquil [...] aguardiente de Pisco [...] constituyen los artículos que suministra el Perú». Por su parte, el alemán Johann Takob Von Tschudi, en «Testimonio del Perú», explica en 1838, que «De la mayor parte se destila aguardiente, el cual como se comprenderá es exquisito. Todo el Perú y gran parte de Chile, se aprovisionan de esta bebida del valle de Ica. El aguardiente común se llama aguardiente de Pisco porque es embarcado en este puerto [...]».
El escritor estadounidense Thomas W. Knox, en el libro «Underground» escrito en 1872, dice que el pisco «es perfectamente incoloro, muy fragante, extremadamente seductivo, terriblemente fuerte... pero muy delicado, con un marcado aroma a fruta. Viene en jarras de barro, que son anchas en su parte superior, y van angostándose hasta la punta, conteniendo unos cinco galones..., la primera copa me satisfizo (y me di cuenta) que San Francisco era, y es, una bella ciudad para visitar».
El escritor Herbert Asbury, en la obra titulada «The Barbary Coast», un recuento sobre la vida cosmopolita de la ciudad de San Francisco (Estados Unidos) entre los años 1878-1880, narra que «de los innumerables salones (bares) que tanta fama le otorgaron a San Francisco, el más famoso fue el Bank Exchange. Al Bank Exchange se le conoció especialmente por su pisco punch. Durante los años 1870 fue ciertamente el cóctel más popular de San Francisco, a pesar de costar unos veinticinco centavos cada copa, un precio alto en esos días, y era sin duda la crème de la crème de las bebidas. El secreto de su preparación era un pisco brandi destilado de la uva conocida como Italia o Rosa del Perú, y tomó su nombre del puerto peruano de donde se exportaba. Y el pisco brandi, sin ningún otro ingrediente que lo convirtiera en punch, era una bebida que bien merecía escribir a casa y contar».
El año 1884, Juan de Arona incluye el término pisco en su «Diccionario de Peruanismos» indicando que este término era el «nombre genérico del aguardiente de uva que se elabora en las haciendas comarcanas a Pisco y que se exporta por este puerto» señalando además que «el aguardiente “pisco” es uno de los más ricos de la tierra». El autor también señala que los términos «pisco» o «pisquito» designaban al botijuelo de barro cocido en que se envasaba la bebida (ver acuarelas de Pancho Fierro en el lado derecho).
Rudyard Kipling hace una descripción del pisco peruano, en su libro «From Sea to Sea», publicado en 1899, donde señala que el «pisco brandy botton punch [...] el más noble y hermoso producto de nuestra era [...] tengo la teoría de que está compuesto de alitas de querubines, la gloria de un amanecer tropical, nubes rojas de atardeceres y fragmentos de antiguas epopeyas escritas por grandes maestros fallecidos».
A mediados del siglo XIX en el Perú había sembradas alrededor de 150 000 hectáreas de vid destinadas a la producción de pisco.

#### Anécdota relacionada con el comercio del pisco
El tráfico de naves mercantes entre el Perú y Estados Unidos de América, siempre fue fluido desde la independencia del Perú; muchas de las naves peruanas, hacían la carrera marítima entre los puertos de Pisco y el Callao y el puerto estadounidense de San Francisco, llevando entre otros productos el pisco del Perú, desde la década de 1830. En la década de 1840 se desató en el oeste californiano la fiebre del oro, que atrajo a toda suerte de aventureros, desempleados, sub-empleados e incluso a las tripulaciones de los buques que hacían el tráfico comercial con Estados Unidos desde todas partes del mundo, entre ellas, las del Perú.
En 1848, en el puerto de San Francisco se encontraban varias naves mercantes peruanas sin tripulación, que habían abandonado sus buques atraídos por la fiebre del oro; el Gobierno del Perú, decidió entonces, enviar una nave de la marina nacional al puerto californiano para cautelar los intereses navales peruanos, hasta que se diera solución al problema de las tripulaciones de las naves mercantes ubicadas allí. La tarea se le encargó al BAP «General de división EP Agustín Gamarra» al mando del capitán de fragata AP José María Silva Rodríguez. En dicho puerto el bergantín permaneció diez meses.
En ese lapso de tiempo, «se produjo la segunda intervención armada de fuerza naval foránea en territorio estadounidense en la historia de esa nación». Resulta que en tierra, se había generado un gran desorden que las autoridades californianas no pudieron contener; entonces decidieron pedir ayuda a la nave de guerra peruana que se encontraba en el puerto. Su comandante, Silva Rodríguez, ante tal solicitud, decidió desembarcar con parte de la marinería armada, para ponerse a órdenes de las autoridades locales. Las autoridades estadounidenses conjuntamente con la fuerza naval peruana del buque de guerra surto en el puerto, lograron finalmente restablecer el orden público en la ciudad de San Francisco.

### SigloXXyXXI
El chileno Manuel Antonio Román señalaba en su Diccionario de Chilenismos y de otras locuciones viciosas (1901) que el pisco era un «Aguardiente muy estimado que se fabrica en el Perú, y también en Chile, y conocido ya en todo el mundo. Principió sin duda, en el puerto peruano de Pisco, y por eso tomó ese nombre».
Rodolfo Lenz señala, a su vez, en su Diccionario etimológico de las voces chilenas derivadas de lenguas indígenas americanas (1905), que el pisco era un «buen aguardiente de uva; el mejor en Chile se fabrica en Huasco y en otros lugares del norte», y al explicar su etimología indica que «el actual pisco antes se llamaba “aguardiente de Pisco” porque de allí y de Ica venía». Del mismo modo, José Toribio Medina en su obra Chilenismos, apuntes lexicográficos (1928), indica que este era un «aguardiente de uva moscatel de esa procedencia [del pueblo de Pisco, en el Perú] y con cuyo nombre se fabrica también en Chile» y que era, además, la «botija misma en que se envasa».
El Diccionario de la lengua española de la Real Academia Española, en su vigésimo segunda edición, define al Pisco como «aguardiente de uva», señalando en la nota etimológica «de Pisco, ciudad peruana en el departamento de Ica». Mientras, la Enciclopedia Británica define Pisco como «ciudad, Ica, sudoeste del Perú... conocida por su brandi hecho de uvas moscatel.
En el Perú, en el año 1964, la Ley N.º 15.222, sobre nuevas tasas de impuesto a los alcoholes, expone que:

El Poder Ejecutivo, previo informe del Instituto Nacional de Normas Técnicas, establecerá las condiciones a las que deberán sujetarse la elaboración de aguardientes de uva para que sus fabricantes puedan tener derecho a usar la denominación «Pisco», aisladamente o seguida de la respectiva marca específica, con indicación expresa del lugar de elaboración.
Gobierno de Perú, Ley Nº 15.222 

En 1974, cuando Augusto Pinochet visitó el Perú, Juan Velasco Alvarado le entregó al primero como un presente una botella de pisco Demonio de los Andes
En 1990, el término «Pisco» fue declarado denominación de origen peruana, mediante la Resolución Directoral N.º 072087-DIPI, de la Dirección de Propiedad Industrial del ITINTEC. Al año siguiente, con el Decreto Supremo N.º 001-91-ICTI/IND de 16 de enero de 1991, se fija oficialmente el territorio de producción del pisco del Perú, en la zona costera de los departamentos de Lima, Ica, Arequipa, Moquegua y los valles del Locumba, Sama y Caplina en el departamento de Tacna.
El nivel de producción del pisco, de mediados del siglo XIX, fue disminuyendo paulatinamente durante el siglo XX, hasta llegar a las 11.500 hectáreas cultivadas en el año 2002, por falta de incentivos y substitución de cultivos por otros más rentables a corto plazo. Habiéndose constatado la decadencia de este cultivo y deseando recuperar paulatinamente los anteriores niveles de producción, a principios de 2003, el Gobierno peruano decidió promocionar el incremento de las áreas de cultivo y su exportación, dictando medidas especiales para cumplir este objetivo.
No obstante lo anterior, el consumo de pisco ha formado parte del quehacer cultural en el Perú, lo cual se expone en una crónica del escritor Mario Vargas Llosa, contenida en «El parque Salazar», publicada en 2007:

En la noche de sábado solía haber fiestas, para celebrar algún cumpleaños. Eran fiestas benignas a más no poder, donde se comían tortas y pastelitos, y se bebía refrescos, pero jamás de los jamases una gota de alcohol. Por eso, cuando uno empezaba a sentirse grande, antes de entrar a la fiesta del sábado se tomaba en el chino de la esquina un «capitán», una copita de pisco mezclado con vermut, que encendía la sangre y alborotaba los cerebros.
Mario Vargas Llosa.

## Denominación de origen

### Legislación peruana del pisco
El Decreto Supremo N.º 001-91-ICTI/IND de enero de 1991, reconoce oficialmente al pisco como denominación de origen peruana, para los productos obtenidos por la destilación de vinos derivados de la fermentación de uvas frescas, en la costa de los departamentos de Lima, Ica, Arequipa, Moquegua y los valles de Locumba, Sama y Caplina en el departamento de Tacna. Esto quiere decir que cualquier aguardiente de uva preparado fuera de los linderos establecidos será solamente eso, un aguardiente de uva pero no pisco del Perú.
Esta denominación de origen otorgada por INDECOPI, requiere que los productores presenten muestras a laboratorios de certificación, para someterlas a un análisis físico-químico que determinará si se adecuan a los requisitos establecidos en la Norma Técnica. Importante requisito, ya que la denominación de origen garantiza al consumidor que el pisco que está adquiriendo tiene una calidad certificada.
de acuerdo con lo especificado por la Norma Técnica Peruana del 6 de noviembre de 2002 (NTP211.001:2002) el pisco es definido como el «Aguardiente obtenido exclusivamente por destilación de mostos frescos de uvas pisqueras (Quebranta, Negra Corriente, Mollar, Italia, Moscatel, Albilla, Torontel y Uvina) recientemente fermentados, utilizando métodos que mantengan el principio tradicional de calidad establecido en las zonas de producción reconocidas». Dicha norma establece igualmente que el grado alcohólico volumétrico del pisco puede variar entre los 38 y 48 grados.

### Controversia internacional sobre la denominación de origen

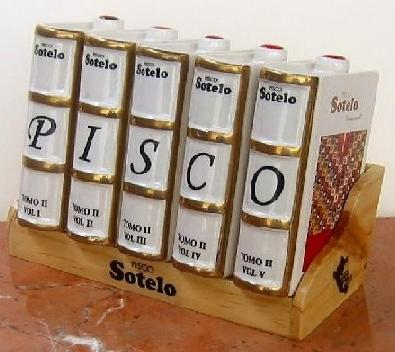
Miniaturas de Pisco, Lima 2004.

Sobre la denominación de origen Pisco, existe un diferendo entre Chile y el Perú. Mientras el Perú considera que la palabra «Pisco» aplicada al licor tiene una relación estrecha con el espacio geográfico donde se produce (como el caso del Champán en Francia y que España solo puede producir bajo la denominación de cava) y por tanto debe ser usada solo por el licor producido en el Perú, Chile considera que el término o denominación es genérico (como en el caso del vino o del güisqui) y puede ser usado por los dos países.
Chile sostiene que «Pisco» es una denominación utilizada para un tipo de bebida alcohólica hecha a partir de la uva. No niega que tal producto haya podido fabricarse primero en el Perú, pero argumenta que tal denominación fue utilizada para designar el aguardiente de uva producido en ambos países por diversos factores (envase, puerto de exportación, etc). Basa su sustento, además, en la existencia de una zona geográfica vitivinícola, en dos regiones de Chile, delimitada legalmente para usar el término «pisco»: Atacama y Coquimbo.
Perú, por su parte, basa su sustento, en documentos históricos sobre el origen de la palabra pisco, pisku o pisko, aplicados a asentamientos humanos cazadores-recolectores, denominados piskos, a la antigüedad del término y a la multitud de aplicaciones de éste a «ave», a «valle», a un «río», a un puerto, a un poblado prehispánico, al licor, a una vasija y también a una ciudad; producto de la denominación del pueblo a través de 20 siglos. Esto es : el argumento comienza desde el punto de vista etimológico, para culminar arguyendo un camino histórico para llegar al topónimo. Hay que tener en cuenta que las botijas donde se procesaban tienen la forma de pisqo (en referencia a la forma fálica del recipiente).

#### Reconocimiento internacional del pisco peruano
En el marco de la comunidad Andina en 1998, Bolivia, mediante resolución de la Oficina de Propiedad Industrial, y Ecuador, por resolución de la Dirección Nacional de la Propiedad Industrial, reconocieron al Perú la denominación de origen Pisco. Colombia, por su parte, lo hizo por resolución de la Superintendencia de Industria y Comercio en 1999.
En 1998, Venezuela, por resolución del Servicio Autónomo de la Propiedad Intelectual, y Panamá, a través de una resolución de la Dirección General del Registro de la Propiedad Industrial del Ministerio de Comercio e Industrias, otorgaron al Perú el reconocimiento de la denominación de origen Pisco. Del mismo modo, Guatemala, por resoluciones finales del Registro de la Propiedad Industrial de 1998, y Nicaragua, por resolución del Ministerio de Fomento, Industria y Comercio de 1999, reconocieron la denominación de origen Pisco como peruana.
Costa Rica incluyó en 1999, en su Registro de la Propiedad Intelectual del Ministerio de Justicia y Gracia, la denominación de origen Pisco a favor del Perú. A su vez, Cuba, en virtud del Acuerdo sobre mutuo reconocimiento de protección de sus denominaciones de origen, suscrito entre ambos países el año 2000, reconoce al Perú la denominación de origen Pisco.
El Salvador, por resolución del Centro Nacional de Registros, y República Dominicana, por resolución y certificado de Denominación de Origen de septiembre de 2004, de la Oficina Nacional de la Propiedad Industrial, reconocieron la denominación de origen Pisco como peruana. Sin embargo, el 3 de julio de 2007, la Dirección de Propiedad Intelectual de El Salvador, resolviendo una apelación a una decisión de primera instancia de 2006, reconoció también a Chile la denominación de origen Pisco, basado en el Tratado de Libre Comercio suscrito entre Chile y Centroamérica que entró en vigencia en 2002. El gobierno peruano impugnó esta decisión y continuó con el contencioso por largos años, hasta que el 13 de octubre de 2013 se conoció el fallo definitivo de la Corte Suprema de Justicia de El Salvador, el cual reconoció la denominación de origen Pisco exclusivamente al Perú.
En mayo de 2005, el Perú presentó una solicitud de registro internacional de dicha denominación de origen de acuerdo con el Sistema de Lisboa, ante la Organización Mundial de la Propiedad Intelectual (OMPI), que agrupaba entonces a veinticinco países (Argelia, Bulgaria, Burkina Faso, Congo, Costa Rica, Cuba, Francia, Gabón, Georgia, Haití, Hungría, Irán, Israel, Italia, México, Nicaragua, Perú, Portugal, Moldavia, Corea, República Checa, Serbia y Montenegro, Eslovaquia, Togo y Túnez).
En agosto de 2006 se conoció el resultado de dicha solicitud. De los Estados antes mencionados, Bulgaria —inicialmente la había rechazado por un reconocimiento nacional anterior del término, que no tenía relación con este aguardiente de uva: «P.I.C. Co», que posteriormente rectificó–, Eslovaquia, Francia Hungría, Italia, Portugal, y República Checa rechazaron la solicitud de registro exclusivo de la denominación de origen Pisco presentada por Perú, únicamente porque significaría un obstáculo para su utilización de la denominación de origen Pisco por los productos originarios de Chile:

La protection de l'appellation d'origine PISCO est refusée uniquement en ce qu'elle ferait obstacle à l'utilisation pour des produits originares du Chili de l'appellation PISCO protegée conformément à l'Accord établissant une association entre la Communauté Européenne et ses Etats membres, d'une part, et la République du Chili, d'autre part
Acuerdo de Asociación Económica de Chile con la Unión Europea.

A su vez, México también la denegó «únicamente si constituye un obstáculo para la utilización de productos provenientes de Chile con la denominación “Pisco”», protegida por el Tratado de Libre Comercio celebrado entre Chile y México. Irán rechazó el registro por tratarse de una bebida alcohólica, cuyo consumo está prohibido conforme a su legislación. En tanto, los estados de Argelia, Burkina Faso, RDC, Cuba, Georgia, Haití, Israel, Nicaragua, Corea del Norte, República de Moldavia, Serbia, Togo y Túnez, no se pronunciaron por lo que, de acuerdo con lo establecido en el Arreglo de Lisboa, reconocen en forma exclusiva al Perú la denominación «Pisco».
El 3 de octubre de 2005, el Departamento de Propiedad Intelectual del Reino de Tailandia, incluyó en su registro de indicaciones geográficas, la denominación «Pisco» como peruana. En el segundo semestre de 2006, la Oficina de Patentes del Estado de Israel emitió a favor del Perú el certificado de registro a la denominación de origen Pisco. Mientras, el 20 de octubre de 2006, el registro de la Propiedad Industrial de Honduras reconoció a Perú la denominación de origen Pisco.
En el Acuerdo de Promoción Comercial Perú-Estados Unidos, suscrito en 2006 y en vigor desde 2009, reconoce al «Pisco Perú» como producto distintivo del Perú.
El 23 de mayo de 2007, la Oficina Nacional de Propiedad Intelectual de la República Socialista de Vietnam otorgó el reconocimiento de la denominación de origen Pisco a nombre del Perú. A su vez, la República de Laos, en virtud del Acuerdo para la Cooperación y Protección de la Propiedad Intelectual, suscrito el 28 de agosto de 2007 con el Perú y que aún no entra en vigor, reconoce la denominación de origen del Pisco como peruana.
El Tribunal Registral Administrativo de Costa Rica, el 22 de septiembre de 2007, confirmó para el Perú la denominación de origen Pisco, revocando una denegatoria de protección parcial dictada el 13 de julio del 2006, en virtud del Tratado de Libre Comercio suscrito entre dicho país y Chile.
Singapur reconoció la denominación de origen del Pisco como propio del Perú en el Tratado de Libre Comercio, firmado con dicho país el 29 de mayo de 2008, según lo acordado tras el fin de las negociaciones para su elaboración, el 29 de agosto de 2007.
El 3 de noviembre de 2009, la Corporación de la Propiedad Intelectual de Malasia, registró la denominación de origen Pisco a favor del Perú y ningún otro país podrá utilizarlo en Malasia. Indonesia, a través de su Ministerio de Justicia y Derechos Humanos, reconoció el 1 de julio de 2010, la denominación de origen Pisco a favor del Perú.
El 31 de octubre de 2013, la Unión Europea, a través de la Comisión Europea –y tras un solicitud presentada por la República del Perú en 2009–, reconoció al Pisco como indicación geográfica de Perú, sin perjuicio de la utilización de la denominación para los productos originarios de Chile en virtud del Acuerdo de Asociación entre la Unión Europea y Chile de 2002.
En 2024, la Unesco incluyó en su registro regional una serie de manuscritos fechados entre 1587 y 1613 que tratan sobre el origen del pisco. La Academia Peruana del Pisco atribuye el descubrimiento de los manuscritos a Julio Hernández Velásquez.

## Producción del pisco peruano

### Elaboración

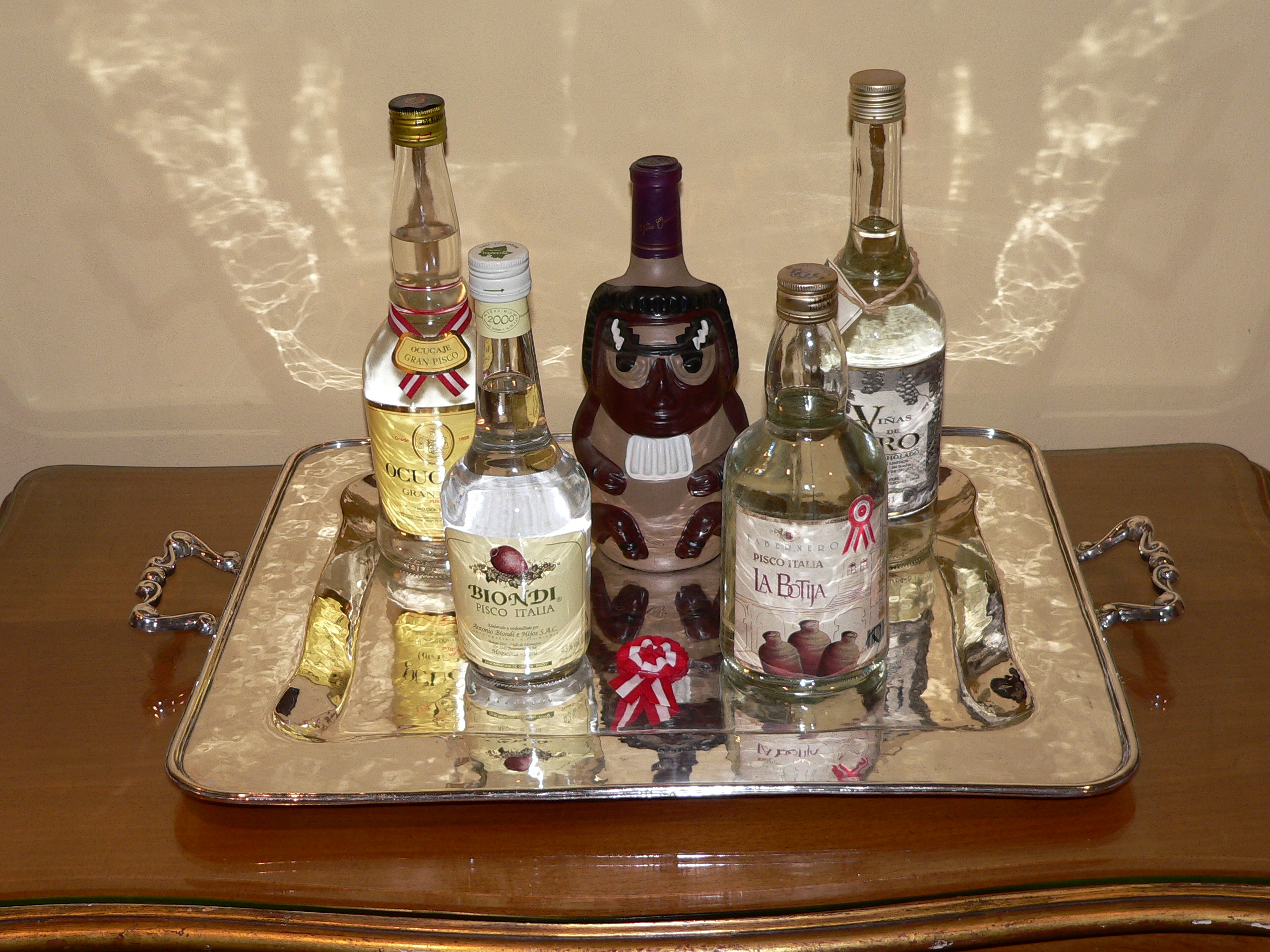
Botellas de pisco peruano.

La elaboración del pisco peruano es un sector dominado por la mediana industria, muchas veces artesanal. Ésta cuida los antiguos procesos de elaboración y la calidad, y a menudo no responde a fines estrictamente comerciales sino a una especie de orgullo generacional. Es un producto bandera del Perú.
Su calidad, producto de la fermentación de jugo fresco de uvas especiales (vino) destilado en alambiques de cobre, llegó a tener un gran realce y prestigio en el transcurso de los siglos XVII, XVIII y XIX, no solamente en el territorio del Perú, sino también fuera de él, llegando a países de Europa y a Estados Unidos de América (California).
La producción está regida por la Norma Técnica Peruana del 6 de noviembre de 2002 (NTP211.001:2002), la que en sus definiciones precisa lo siguiente:

Pisco es el producto obtenido de las destilación de los caldos resultantes de la fermentación exclusiva de la uva madura siguiendo las prácticas tradicionales establecidas en las zonas productoras previamente reconocidas y clasificadas como tales por el organismo oficial correspondiente.
Norma Técnica Peruana 211.001.

La elaboración del pisco del Perú comienza en marzo de cada año, con el acopio de uvas cuidadosamente seleccionadas, procedentes de los viñedos de la costa del Perú, en camiones repletos de canastas de este fruto. Previo pesaje, las uvas son descargadas en un lagar, poza rectangular de mampostería, ubicado necesariamente en el lugar más alto de la bodega, ya que a partir de ahí los jugos y mostos fluirán por gravedad, primero a las cubas de fermentación y luego hasta el mismo alambique. Siete kilos de uva producen un litro de pisco en este país.
La «pisa de la uva» se inicia normalmente al atardecer, evitando el agotador calor del día, y se prolonga hasta la madrugada. Una cuadrilla de seis «pisadores» o trilladores desparraman uniformemente la uva en el lagar. Entre cantos y bromas, los trilladores hacen su trabajo reclamando el «chinguerito», que los acompañará durante toda la noche. El chinguerito es un ponche elaborado con el mismo jugo fresco de uva que se está obteniendo, al que se añade una buena dosis de pisco, limón, clavo de olor y canela.
Terminada la sexta trilla, se abre la compuerta del lagar y el jugo fresco de uva cae a la puntaya. Allí se macera por 24 horas. Luego se lleva el jugo hasta las cubas de fermentación mediante un ingenioso sistema de canaletas. Actualmente, las bodegas usan garrotas, despalilladoras y prensas neumáticas convirtiendo el proceso de pisa artesanal en un sistema mecanizado de alta eficiencia.
En las cubas se da un proceso bioquímico de fermentación alcohólica donde la glucosa proveniente del azúcar natural de la uva, es transformada en ácido pirúvico formando un éster. Esta última molécula pierde dióxido de carbono al expulsar por un mecanismo biológico, propio de las levaduras, el grupo funcional carboxilo del ácido pirúvico. El acetaldehído formado, posteriormente acepta dos protones provenientes del NADH y del liberado en la etapa inicial de la glicólisis, transformándose, en etanol o alcohol de consumo humano. Las cubas suelen ser de concreto o de acero inoxidable, refrigerado por agua fría que circula por «chaquetas» en las paredes de los tanques.
Para lograr ello, pequeñas levaduras naturales contenidas en la cáscara del fruto digieren un gramo de azúcar y lo convierten en medio gramo de alcohol y medio gramo de dióxido de carbono. El proceso demora siete días. El productor controla que no se apague la fermentación y que las temperaturas del mosto no se eleven exageradamente ya que la fruta perdería su aroma natural, que es el que le da el carácter final del pisco. Terminada la fermentación se lleva nuevamente por canaletas hasta el alambique para iniciar la destilación.
La técnica y arte de la destilación consiste en regular el aporte externo de energía (calor), para conseguir un ritmo lento y constante, que permita la aparición de los componentes aromáticos deseados en el momento adecuado. El proceso se desarrolla en dos fases: la vaporización de los elementos volátiles de los mostos, y la condensación de los vapores producidos.
En el Perú se usan tres tipos de alambiques:
- El tipo charentès (usado en la zona de Coñac, Francia) conocido en territorio peruano como «alambique simple». Tiene cuatro partes: la paila donde se coloca el mosto, el capitel o garganta en forma de cebolla, el cuello de cisne por donde fluyen los vapores alcohólicos, y el serpentín (inmerso en una «alberca» de cemento con agua fresca), donde se condensa el vapor alcohólico convirtiéndose en pisco.
- El segundo aparato de destilación es igual al anterior pero además lleva acoplado un «calienta vinos», suerte de cilindro cruzado en su interior por un pequeño serpentín, continuación del cuello de cisne.
- El tercer tipo es la falca artesanal construida de ladrillo y barro con las paredes forradas con concreto con cal. En vez de cuello de cisne los vapores van hacia el serpentín a través de un tubo cónico de cobre llamado cañón, que sale de un costado de la bóveda.

Hay un serio debate entre los pisqueros en torno a las bondades de uno y otro, pero se considera que un pisco artesanal, elaborado en falca, es un producto de muy alta calidad y es muy apreciado.
El pisco peruano se elabora a partir del jugo puro de uva y es totalmente distinto a los aguardientes de uva hechos en otros lugares del mundo. Johnny Schuler, en Historia del pisco, dice que:

Perú es el único productor que usa el jugo y mosto, ya que todos los demás los usan para producir sus vinos, volviendo a hidratar, fermentar y destilar la materia residual (hollejo, orujo). La grappa Italiana, el orujo español o el tzipouro griego, son hechos con hollejo. Aquí radica el carácter del pisco del Perú. Su estructura aromática y su complejidad en la boca. Características que lo diferencian de los demás aguardientes de uva del mundo.
Johnny Schuler, 2001.

La Norma Técnica establece que el destilado debe reposar en recipientes inocuos que no le cambien «ni el sabor ni el color», por un periodo de mínimo tres meses, tras el cual se podrá envasar en botellas.
Variedades de uvas pisqueras
- Aromáticas: Albilla, Italia, Moscatel y Torontel.
- No aromáticas: Mollar, Negra corriente, Quebranta y Uvina.

#### Variedades del pisco peruano

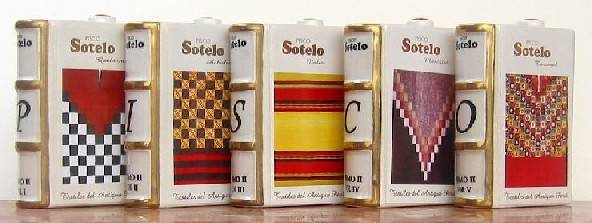
Miniaturas de Pisco, Lima, 2004.

Dependiendo de las uvas utilizadas en su elaboración y al proceso de destilación, reconocidos por la Norma Técnica Peruana, existen cuatro variedades de pisco del Perú:
- Pisco Puro, especial por su fina destilación y de una sola variedad de uva. Es obtenido tanto de uvas de las variedades no aromáticas como son: quebranta, mollar y negra corriente, como de las aromáticas como la Italia, torontel, albilla,y moscatel. El pisco puro en degustación es un pisco de muy poca estructura aromática en la nariz, o sea, en el olor. Esto permite que el bebedor no se sature o se canse en sus sensaciones gustativas. Posee una complejidad de sabores en la boca. Es el favorito de los iqueños y el pisco utilizado para la elaboración del pisco sour. En un estudio reciente se ha informado que entre el consumidor peruano el pisco puro de mayor consumo es el elaborado con uva quebranta, que es preferido por el 40 %.[82]
- Pisco Mosto Verde, proveniente de la destilación de mostos frescos incompletamente fermentados. Es elaborado con mostos que no han terminado su proceso de fermentación. En otras palabras, se destila el mosto antes de que todo el azúcar se haya transformado en alcohol. Es por eso que requiere de una mayor cantidad de uva por litro de pisco, lo que encarece ligeramente el producto. El mosto verde es un pisco sutil, elegante, fino y con mucho cuerpo. Posee una variada estructura de aroma y sabores, y además una sensación táctil en la boca. El hecho de destilar el mosto con azúcar residual no implica que el pisco sea dulce. La glucosa no es eliminada por el alambique ya que este solo evapora alcoholes. Sin embargo, esta escasa cantidad de dulce en el mosto le transmite una característica muy particular aportando «cuerpo» a su estructura y una sensación «aterciopelada» en la boca.
- Pisco Acholado, Proveniente de la mezcla de diferentes variedades de uva o de piscos. Elaborado con un ensamblaje de varias cepas. La definición de «acholado» significa por «analogía» con el término cholo, que en sentido coloquial y de cariño significa «mezcla de razas oriundas de los Andes del Perú» y se acerca al «blended» (mezcla), como el whisky escocés blended, el coñac o el jerez. Para mejor entendimiento se puede establecer que los piscos puros y los aromáticos son variedades «single malt», y los acholados, «blended». Los acholados combinan la estructura de olor de los aromáticos con los sabores de los puros. Cada productor atesora secretamente las proporciones que usa en su acholado, creando así un mundo de variedades y sabores. El pisco acholado como materia prima del pisco sour, deviene en especialmente apreciado según los entendidos.
- Pisco Aromático, elaborado de uvas pisqueras aromáticas. Es elaborado con cepas de variedades aromáticas: Italia, moscatel, torontel, albilla. En cata los piscos aromáticos aportan a la nariz una gama de aromas a flores y frutas, confirmada en boca con una estructura aromática compleja e interesante, que brinda además una prolongada sensación retro nasal. Son piscos ideales, en coctelería, para preparar chilcano de pisco, cuya base debe ser un pisco aromático. El pisco aromático Italia (elaborado con uvas del mismo nombre) tendría el 20 % del mercado peruano y tendría mayor preferencia en el segmento femenino según un estudio reciente.[82]

Por último, existen dos tipos de piscos que aún no son contemplados en las normas técnicas:
- Pisco aromatizado, elaborados de la manera tradicional pero que se aromatizan, es decir, se les incorpora aroma de otras frutas, en el momento de la destilación. Para esto, el productor coloca una canastilla dentro de la paila con la fruta escogida. La canastilla cuelga de la base del capitel. Son los vapores vínicos los que al pasar por la canastilla extraen los aromas de la fruta. En el mercado los hay de limón, cereza, mandarina y otros sabores.
- Piscos macerados, son preparados con pisco como elemento macerante y la fruta como elemento macerado. De preparación muy fácil, estos macerados suelen hacerse en casa siendo unos digestivos muy apreciados. Para su preparación basta tomar una damajuana de boca ancha, colocar la fruta que se prefiera, agregar pisco puro y dejar macerar unas semanas. La gente en el Perú, usa su imaginación para este tipo de preparados, agregándole cáscara de naranja, un poco de miel, canela, algunas pasas y lo que la imaginación sugiera.

### Características
Según la Norma Técnica Peruana aplicada por el Ministerio de la Producción, la producción de pisco, debe tener cinco características, invariablemente rígidas:
- Materia prima: una de las principales diferencias en los tipos de pisco, radica en los insumos que se utilizan para su elaboración, ya sea artesanal o industrial. No solo se usan variedades de uva aromática tipo moscatel y la uva quebranta (mutación propia del Perú), sino también variedades no aromáticas como la negra corriente y la mollar, aunque en menor porcentaje.
- No rectificación de vapores: el proceso de destilación, se efectúa en alambiques o falcas de funcionamiento discontinuo y no continuos. Así se evita la eliminación de los elementos constitutivos del verdadero pisco, al rectificarse los vapores producidos al momento de su destilación.
- Tiempo de fermentación de los mostos y el proceso de destilación: el pisco proviene de la destilación de caldos o mostos «frescos», recientemente fermentados. Este procedimiento rápido, impide que el caldo o mosto de uva fermentado, tenga mucho tiempo antes de ser destilado.

En el Perú, las empresas que elaboren pisco, deben adecuarse a los requisitos establecidos para el uso de alambiques; por la Comisión de Supervisión de Normas Técnicas, Metrología, Control de Calidad y Restricciones Para-arancelarias del Instituto Nacional de Defensa de la Competencia y de la Protección de la Propiedad Intelectual (INDECOPI).
- No tiene agregados: el proceso de destilación del pisco peruano, no se paraliza hasta el momento en que se haya obtenido un nivel alcohólico promedio de 42 o 43°GL (aproximadamente, en unidades físicas de concentración, a {\displaystyle 42-43\%{\begin{matrix}{\frac {V}{V}}\end{matrix}}}). Tampoco se utiliza agua destilada o tratada, lo que le haría perder cuerpo, color y todas las demás características que lo distinguen.
- Obtención del contenido alcohólico: al inicio del proceso de destilación de los mostos frescos, su riqueza alcohólica llega aproximadamente hasta los 75°GL. A medida que se prolonga el proceso, el grado alcohólico disminuye, lo cual permite, la integración de los otros elementos característicos del pisco.

Dicho proceso, seguirá hasta que el nivel alcohólico haya bajado hasta 42 o 43 grados en promedio según el criterio del pisquero; pudiendo incluso, llegar hasta los 38°GL.

#### Calidad del pisco: cordón y rosa
La prueba de calidad que distingue al pisco peruano, se conoce como «cordón y rosa». Consiste en batir la botella sin abrir y luego apreciar una gran cantidad de burbujas girando en la parte superior de la botella, como si fuera un torbellino, llamada «rosa». A sus extremos, aparece una cola de burbujas llamada «cordón». Efecto físico muy pocas veces apreciado en piscos comerciales.

### Zona de producción
En el territorio peruano se reconocen como únicas zonas productoras de este aguardiente, la costa de las regiones de Lima, Ica al cual pertenece el valle de Pisco, Arequipa, Moquegua, así como los valles de Caplina, Locumba y Sama de la región Tacna.

#### Superficie implantada
A mediados del siglo XIX en el Perú había plantadas alrededor de ciento cincuenta mil hectáreas de vid destinadas a la producción de pisco. Esta superficie fue disminuyendo paulatinamente hasta llegar a las 11 500 hectáreas cultivadas en el año 2002, por falta de incentivos y substitución de cultivos por otros más rentables a corto plazo.
Habiéndose constatado la decadencia de este cultivo, que tiene cuatro siglos y medio de práctica, y deseando recuperar paulatinamente los anteriores niveles de producción, a principios de 2003, el Gobierno peruano decidió promocionar el incremento de las áreas de cultivo y su exportación, dictando medidas especiales para cumplir este objetivo.
Paralelamente, se emitieron dispositivos legales específicos y estrictos a fin de que los productores alcancen un alto nivel de calidad, descalificando a aquellos que no reúnan los requisitos indispensables requeridos para obtener un destilado de primera categoría, impidiéndoles incluso su exportación etiquetada como pisco.
Las hectáreas plantadas producen ochocientos mil litros de pisco al año (declaraciones de Ismael Benavides, Gerente General de Interbank y productor del pisco Huamaní, en el diario Expreso, edición del 23 de julio de 2006). El resultado comprobado hasta ahora es que el nivel de área de cosecha se ha incrementado substancialmente y probablemente así seguirá siendo en el futuro, lo que facilitaría la promoción del pisco sour.

### Exportaciones
En 2007 los principales destinos de exportación del Pisco del Perú fueron: Chile (31 %), Estados Unidos (30 %) Francia, España, Alemania, Canadá, Colombia, México, Argentina, Australia, República Checa.
En el año 2008 el Perú se consolida como el primer exportador de pisco.

## Promoción del pisco peruano

### Patrimonio cultural
El Instituto Nacional de Cultura del Perú, por Resolución Jefatural N.º 179 del 7 de abril de 1988, declara el término «pisco» como patrimonio cultural de la nación.

### Día del pisco y del pisco sour
El cuarto domingo del mes de julio, fue instituido como el Día del Pisco en el Perú, por Resolución Ministerial N.º 055-99-ITINCI/DM del 6 de mayo de 1999.
También se ha institucionalizado el Día del Pisco Sour que se celebra el primer sábado del mes de febrero, según lo dicta la Resolución Ministerial N.º 161-2004-PRODUCE del 22 de abril de 2004.

### Ruta del pisco en el Perú
En la mayoría de bodegas vitivinícolas del Perú, se ha incorporado el turismo a su elaboración y es paso obligado, visitar una bodega en los tours turísticos programados; en donde además de degustar el pisco, se pueden compartir conocimientos, experiencias y anécdotas con los anfitriones. Ellos muestran al viajero sus viñedos, sus bodegas, sus alambiques y sus piscos. Las siguientes son algunas rutas del pisco del Perú, instituida a partir del año 2004:
- Lima. Dado el crecimiento urbano de Lima, las bodegas tienen sus tiendas en pleno centro urbano. Estas se ubican en los distritos de Pueblo Libre, Surco y Pachacámac.
- Cañete. Se pueden encontrar bodegas en el distrito de Santa Cruz de Flores en el valle de Mala, y en los distritos de Quilmaná, San Luis de Cañete, San Vicente de Cañete, Imperial, Nuevo Imperial en la parte baja del valle de río Cañete. Uno de los viñedos más importantes de la zona es la de la bodega «Santiago Queirolo».
- Lunahuaná. En el anexo de Socsi, antes del puente sobre el río Cañete, tiene piscos que han obtenido medallas de oro en eventos nacionales. El anexo de Jita, es popular por su pisco Italia; en lo alto del valle, en Catapalla, se producen una amplia variedad de macerados y piscos.
- Pacarán y Zúñiga. En el anexo de Cascajal, cuyas tierras surca el río Cañete, sus piscos de la variedad Uvina han obtenido medalla de oro en eventos internacionales (Concours Mondial de Bruxelles 2011).
- Chincha. Todo el valle de Chincha, produce vinos y piscos. Un caso que merece destacarse es la de la bodega «Tabernero», cuyos tintos se exportan a Estados Unidos de América y cuyos vinos y piscos, han sido galardonados con medallas de oro y plata en festivales de vinos de París, Francia.[87][88]
- Ica. El Centro de Innovación Tecnológica Vitivinícola (CITE-VID), es la encargada en el departamento de Ica de aportar nuevas tecnologías y vigilar la calidad, tanto en la conducción de viñedos, como en la elaboración de piscos y vinos. Ica es el valle productor más importante y las bodegas que se pueden visitar se cuentan por decenas. Algunas de las más importantes bodegas iqueñas son «Ocucaje», «Tacama», «Vista Alegre», «La Caravedo», (esta última es uno de los más antiguos productores de pisco y una de las más antiguas viñas de Sudamérica, con 323 años de existencia),[89] entre otras.
- Arequipa, Moquegua y Tacna. Los productores de esta zona, gracias a las condiciones climáticas, producen piscos Italia y mosto verde. Una de las bodegas más conocidas, es la bodega «Omo» que produce el pisco «Biondi»; en Moquegua, se encuentra una de las bodegas que ya son reliquias del pasado llegadas al siglo XXI. En Ilo, también se produce pisco. En el valle de Vitor, también hay piscos como en el valle del Majes en donde también se ha instalado un Centro de Investigación Vitivinícola. Finalmente en Tacna, se produce pisco en Magollo y otros sitios del departamento.

### Botella y copa del pisco peruano
Los consumidores de pisco del Perú, han construido desde siglos atrás, una parafernalia alrededor de su consumo, en donde más se nota, es en las zonas pisqueras como Lima, Ica, Arequipa, Moquegua y Tacna, habiéndose extendido al resto del territorio en los últimos años, y que consiste en normalizar tanto la botella que lo contiene y la copa en donde debe tomarse. En las zonas productoras, la costumbre dicta que el pisco debe tomarse puro, acompañado quizá de un ceviche o de chicharrón de chancho (como es costumbre en Ica) y así se hace para ser considerado un «buen pisquero».
Los pisqueros de estas zonas, han pensado en todo, para recrear no solo sentidos como el olfato y el gusto, sino que en los últimos años el pisco tiene un nuevo envase normalizado, para recrear la vista. Los productores de pisco, se han puesto de acuerdo con través de la Sociedad Nacional de Industrias para envasar el pisco en un tipo de botella, muy fina y alta de 750 ml, muy esbelta y alta que tiene grabada en bajorrelieve, las características del buen pisco del Perú. Solo diferencia los distintos tipos de pisco, la etiqueta que muestra el tipo, marca y lugar de origen y los premios ganados.
En 2006, la casa austríaca Riedel, que viene trabajando el cristal desde hace doscientos cincuenta años (fundada en 1756), ha diseñado la copa Riedel, para el pisco del Perú. La presentación de la copa se realizó el 11 de mayo en la ciudad de Viena, en el marco de la Cumbre de la Unión Europea y Latinoamérica, habiéndose fabricado inicialmente cuarenta mil unidades para su importación al Perú. Su lanzamiento al mercado se realizó el 24 de junio de 2006. El 24 de julio de 2006 se realizó una ceremonia de presentación de la copa de pisco Riedel en el Palacio de Gobierno de Lima con asistencia del presidente de la república, Alejandro Toledo, y el presidente de Riedel, Georg Riedel.
El diseño tomó un año de trabajo y se probaron 29 prototipos; participaron en esta prueba destacados catadores peruanos que analizaron los prototipos desde el punto de vista de las características del pisco del Perú. Padelis Paliouras, representante de la Casa Riedel para América Latina, y Johnny Schuler han dicho que «El diseño obedece no solo a la estética, sino principalmente a la física. Su estructura permite que salga a relucir lo mejor del pisco».

## Cócteles más conocidos con pisco peruano

### Ponche de los Libertadores
Es una tradición en el Congreso de la República del Perú, desde 1821, brindar en el recinto parlamentario después de cada transmisión del Mando Supremo, el 28 de julio, día de la independencia del Perú, con el «Ponche de los Libertadores». Este cóctel tiene su origen en la India. Al Perú llegó, probablemente a inicios del siglo XIX y se ofreció por primera vez, ya mezclado con pisco, luego de jurarse la independencia en el Cabildo de Lima.
Este tradicional cóctel incorpora en sus ingredientes: una onza de pisco, una onza de ron blanco, una onza de ron dorado, ½ onza de algarrobina, 1½ onza de cerveza negra, 1½ onza de leche evaporada, un huevo y dos onzas de jarabe de goma.
Su preparación consiste en hervir todos los ingredientes excepto el huevo, dejar entibiar y licuar el conjunto con el huevo incorporado. Se sirve en copas hot drink, decorando con canela.

### Pisco sour

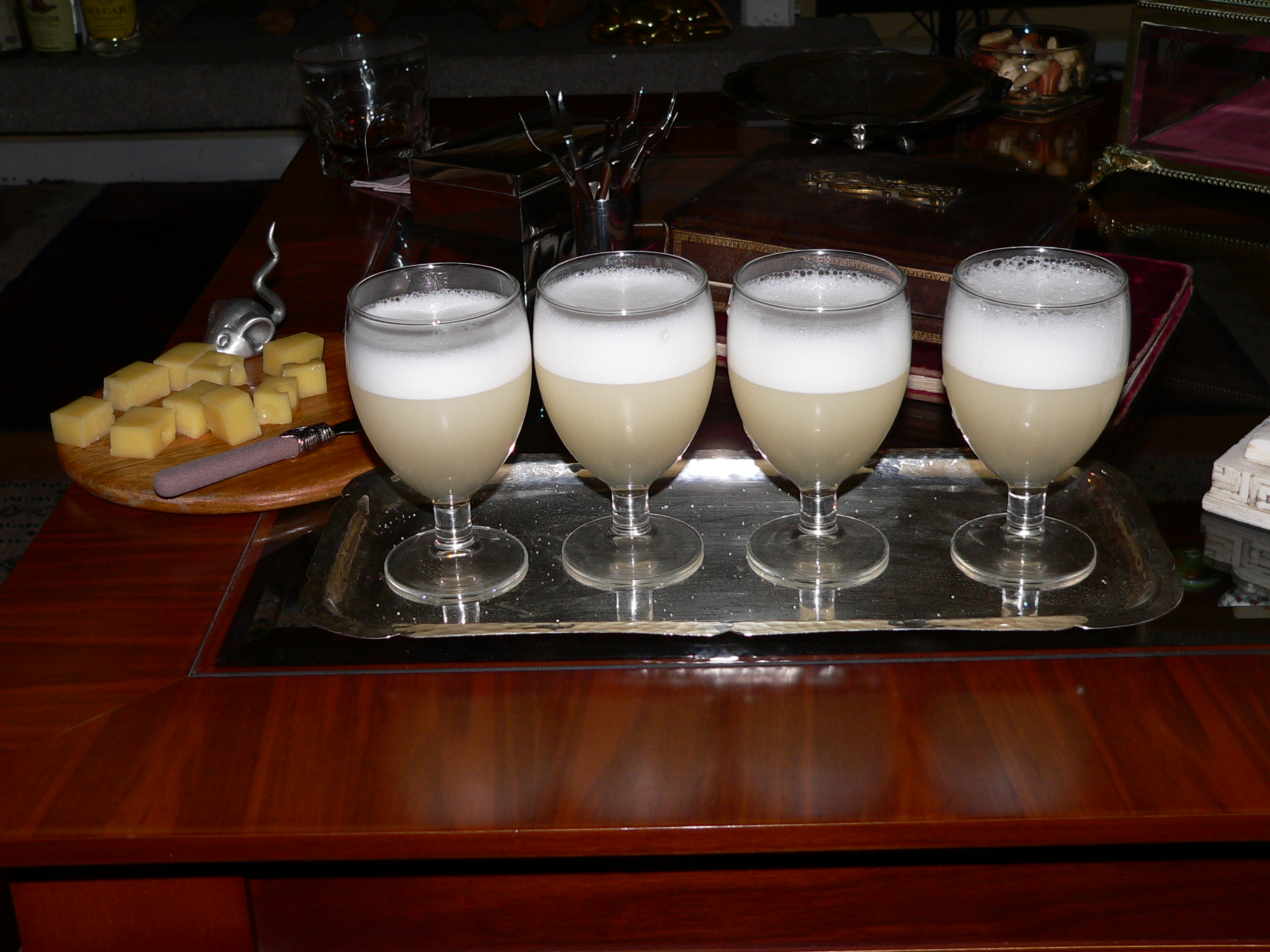
Pisco sour.

El pisco sour es considerado el cóctel más tradicional preparado con base en el pisco, recibiendo la consideración de bebida nacional peruana.
Según la receta clásica, se compone de tres onzas de pisco, una onza de jugo de limón, una onza de jarabe de goma, una clara de huevo, seis cubitos de hielo y dos gotas de amargo de Angostura.
La preparación consiste en batir en una coctelera los hielos con el pisco, el limón, el jarabe de goma y la clara de huevo hasta que no se escuche el golpe de los hielos. Usando una licuadora se bate por un minuto y solo al final se añade la clara de huevo dando un golpe de licuadora de no más de cuatro segundos.
Para servir, se recomienda cuidar de llenar el vaso hasta la mitad, procurando que no pase mucha espuma, sirviéndose con las dos gotitas de amargo de Angostura.

### Chilcano de pisco
El chilcano es un trago tradicional peruano que se prepara en base al pisco, preferentemente con refrescos de soda, aunque también se puede hacer la mezcla con refrescos de cola o con gaseosas de otro sabor, como desde 1935, la peruana Inca Kola.

### Pisco punch
El pisco punch (traducido como «puñetazo o bofetada de pisco») es un cóctel creado a fines del siglo XIX en San Francisco, Estados Unidos de América, por Duncan Nicol. Este trago se preparaba con pisco el cual era importado por comerciantes norteamericanos que lo llevaban a San Francisco desde los puertos del Perú. Su preparación consiste en la mezcla de pisco, piña, jugo de limón, azúcar, goma arábiga y agua destilada.

### Capitán
El capitán se prepara mezclando una onza de pisco, una onza de vermú y acompañando la preparación con dos aceitunas verdes.

### Canario
El canario se elabora mezclando dos onzas de pisco, jugo de naranja al gusto y acompañando con hielo.

### Sol y sombra
Es un trago popular en los bares de Lima pero cuya oferta ha decaído debido a la baja en la producción del licor de guinda. Lleva dos onzas de guinda, dos onzas de pisco, ginger ale, hielo y gotas de limón al gusto.

### Leche de pantera
Es una mezcla de leche de tigre con pisco y ají limo.

## Maridaje del pisco del Perú
El pisco del Perú, por su alto grado alcohólico, no puede acompañar comidas como si fuera un vino de 12-14 grados. Por ello muchas veces se prefiere usarlo como aperitivo o bajativo, ya sea puro o en pisco sour, antes o después de la comida. Sin embargo los maridajes son posibles y agradables aunque el pisco debe consumirse moderadamente durante la comida.
Se considera que el maridaje ideal del pisco es el cebiche, esto debido a que el pisco peruano posee una graduación alcohólica de 43° mínimo, necesita de un «plato fuerte» como lo es el cebiche, que incorpora entre sus ingredientes pescado, cebolla, perejil, culantro, kión, limón verde y ají rocoto, estos dos últimos muy fuertes que van a complementarse con el alto grado alcohólico del pisco peruano.
Los piscos del Perú, a diferencia de los vinos, en general quedan bien si se combinan con sabores ácidos, fuertes y picantes. Por eso el maridaje para el pisco incluye desde aceitunas y canchita salada hasta cebiches, ocopas y tortillas con guacamole de palta. Un producto que combina también con el pisco del Perú es el ají. Los platos hechos con pescados y mariscos del Mar de Grau o con productos del Ande peruano, como la papa y el maíz fusionan agradablemente sabores, colores, olores y textura. Todos los piqueos que maridan con el pisco del Perú, son parte de la gastronomía del Perú.
Se acostumbra además, acompañar el pisco con los siguientes piqueos:
- Aves: alitas de pollo con salsa de queso azul.
- Carnes: Anticuchos de corazón, lomo saltado, brochetas de carne.
- Embutidos: salchichas con mostaza, chorizos a la parrilla, morcilla, cabanosi y otros.
- Granos: cancha serrana, choclo en salsa de queso, mote sancochado.
- Pescados: tiradito, pulpo al olivo, chicharrón de pescado, pejerrey enrollado, choritos a la chalaca, lomo saltado de anchoveta, anchoas, entre otros pescados.
- Quesos: Galletas de agua o de soda con quesos fuertes y picantes tipo queso azul, queso Tilsic del valle del Yura (Arequipa), mantecosos de Cajamarca o quesos frescos de Arequipa o del valle del Mantaro (Junín), entre otros.
- Tubérculos: camote al horno, papa sancochada con ají.
- Verduras: escribano arequipeño, pichanga y cebollas encurtidas.

## Premios internacionales
2007
- En el Concurso Mundial de Bruselas (Concours Mondial de Bruxelles) de 2007, uno de los más prestigiosos a nivel mundial, de un total de 63 muestras de diferentes variedades y marcas, el pisco peruano obtuvo un total de 16 medallas: una Gran Medalla de Oro, 8 medallas de oro y 7 de plata.[92]
- En el concurso vitivinícola Les Citadelles du Vin en Francia, el 18 de junio de 2007 tres marcas de pisco del Perú fueron galardonadas, obteniendo un trofeo Citadelles (equivalente a una medalla de oro, habiéndose concedido 96), y dos trofeos Prestige (medallas de bronce, de 191).[93][94]

2008
- En el concurso Vinalies Internationales, organizado por la Unión de Enólogos de Francia, en París, del 29 de febrero al 4 de marzo de 2008, los piscos «Finca Redondo Acholado Puro» y «Finca Redondo Mosto Verde Puro» producidos por las bodegas Viña Vieja y Viña Santa Isabel, obtuvieron sendas medallas de oro.[95]
- En el Concurso Mundial de Bruselas de 2008, el pisco peruano obtuvo un total doce medallas: tres medallas de oro («Tabernero Pisco Italia Style La Botija 2007», «Tabernero Pisco Quebranta La Botija 2007» y «Viñas De Oro Pisco Mosto Verde Torontel 2007») y nueve de plata.[96]

2009
- En el Concurso Mundial de Bruselas de 2009, el pisco peruano obtuvo un total quince medallas: cuatro medallas de oro («Pisco Acholado Don Saturnino 2008», «Pisco Barsol Acholado», «Pisco Moscatel de Viejo Tonel 2008» y «Viñas de Oro Mosto Verde Torontel») y once de plata.[97]

2010
- En el Concurso Mundial de Bruselas de 2010, el pisco peruano obtuvo un total de siete medallas: cuatro medallas de oro («Bianca Pisco Acholado 2009», «Casa de Piedra Pisco Italia», «La Botija Pisco Puro de Quebranta 2009» y «Pisco Italia Viejo Tonel 2009») y tres de plata.[98][99]

2011
- En el concurso Vinalies International 2011, el pisco Viejo Tonel obtuvo medallas de oro para su pisco Italia cosechado en 2010 y medalla de plata para el pisco acholado del mismo año.[100]
- En el Concurso Mundial de Bruselas' de 2011, el pisco peruano obtuvo un total de once medallas: seis medallas de oro («Pisco Cascajal», «Pisco Portón Mosto Verde Quebranta», «Pisco Portón Puro Torontel», «Pisco Pozo Santo Acholado», «Tabernero Pisco Premium Mosto Verde Italia» y «Tabernero Pisco Puro de Quebranta») y cinco de plata.[101][102]
- En el Concurso Internacional de Vinos y Espirituosos 2011, llevado a cabo en Sevilla, España, el Pisco Mosto Verde Torontel de Ocucaje obtuvo el Gran Premio CINVE 2011, máxima distinción del citado evento.[103]

2012
- Medalla gran Oro:
- Medalla oro:
- Medalla Plata:

2013
- Medalla gran Oro: Pisco 4 Fundos 2012.
- Medalla oro: Pisco Don Santiago Torontel Mosto Verde, Pisco Hijo del Sol Italia, Pisco Hijo del Sol Quebranta, Pisco Vías de Oro Puro Torontel 2011.
- Medalla Plata: Pisco Carbajal Mosto Verde Italia, Pisco Finca Rotondo Acholado 2012, Pisco Finca Rotondo Quebranta 2012, Pisco Queirolo Uva Quebranta, Pisco Torontel Viejo Tonel 2012, Pisco Portón Mosto Verde Quebranta, Tabernero Pisco Italia 2012, Tabernero Pisco Acholado 2012, Tabernero Pisco Premium Mosto Verde Italia 2012, Tabernero Pisco Premium Mosto Verde Quebranta 2012.

2014
- Medalla gran Oro: Cuneo Pisco Mosto Verde Italia 2013, Pisco Mosto Verde Quebranta Finca Redondo, Pisco Torontel Viejo Tonel 2013.
- Medalla oro:
- Medalla Plata:

2015
- Medalla gran Oro: El Sarcay de Azpitia - Pisco Puro de Torontel 2013 y Tabernero Pisco Italia la Botija 2014.
- Medalla oro:
- Medalla Plata:

2016
- Medalla gran Oro: Pisco Portón Monto Verde Acholado 2014.
- Medalla oro:
- Medalla Plata:

### Videos
- Pisco: Patrimonio cultural del Perú. 1.ª parte. 7:40 minutos en YouTube. - Historia del brandi, historia de la denominación «pisco» y las rutas turísticas del pisco en el Perú.
- Pisco: Patrimonio cultural del Perú. 2.ª parte. 5:17 minutos en YouTube. - Usos del pisco en el bar y la cocina, historia del pisco sour, rol del pisco en la cocina peruana y la herencia cultural que representa para el Perú.
- La nueva copa de pisco por Riedel Glass. 1.ª parte. 8:51 en YouTube. - Reportaje sobre la campaña peruana para el lanzamiento del nuevo diseño de la copa (primera parte).
- La nueva copa de pisco por Riedel Glass. 2.ª parte. 6:34 en YouTube. - Reportaje sobre la campaña peruana para el lanzamiento del nuevo diseño de la copa (segunda parte).
- El Pisco: Entrevista a Efraín Wong y Johnny Schuler. 1.ª parte. 9:11 en YouTube. - Entrevista en el programa peruano «La Ventana Indiscreta» sobre la observación de 9 países del Arreglo de Lisboa a la solicitud peruana de exclusividad de la denominación de origen Pisco (primera parte).
- El Pisco: Entrevista a Efraín Wong y Johnny Schuler. 2.ª parte. 9:17 en YouTube. - Entrevista en el programa peruano «La Ventana Indiscreta» sobre la observación de 9 países del Arreglo de Lisboa, a la solicitud peruana de exclusividad de la denominación de origen Pisco (segunda parte).
- Pisco Vs Aguardiente de Chile. 1.ª parte. 8:32 en YouTube. - Reportaje del programa peruano "Panorama" sobre el licor chileno: historia, cambio de nombre del pueblo "La Unión" a "Pisco Elqui" y diferencias con el pisco peruano.
- Pisco Vs Aguardiente de Chile. 2.ª parte. 8:03 en YouTube. - Reportaje del programa peruano "Panorama" sobre el licor chileno: opiniones favorables de chilenos sobre el pisco y el pisco sour peruanos.
- Juanita, la dama del pisco, en videos El Comercio Perú

- Wikimedia Commons alberga una categoría multimedia sobre Pisco del Perú.

- Datos: Q6076844
- Multimedia: Peruvian Pisco / Q6076844